# Alumovesuvianita
L'alumovesuvianita és un mineral de la classe dels silicats, que pertany al grup de la vesuvianita. Rep el seu nom per la seva relació amb la vesuvianita i el seu contingut en alumini.

## Característiques
L'alumovesuvianita és un sorosilicat de fórmula química Ca19Al(Al10Mg₂)Si18O69(OH)9. Va ser aprovada com a espècie vàlida per l'Associació Mineralògica Internacional l'any 2016. Cristal·litza en el sistema tetragonal.

## Formació i jaciments
Va ser descoberta a la mina Jeffrey, a Asbestos, Les Sources RCM (Estrie, Québec, Canadà), l'única localitat on ha estat trobada aquesta espècie mineral.